# سامول سوادا
سامول سوادا (ارمنی: Սամվել Սևադա؛ انگلیسی: Samvel Sevada زادهٔ ۱۲ سپتامبر ۱۹۴۹) یک هنرمند، عکاس، نقاش و شاعر اهل ارمنستان است.

## زندگی‌نامه
وی با نام اصلی ساموئل آرتاشسی گریگوریان (ارمنی: Սամվել Արտաշեսի Գրիգորյան) در ۱۲ سپتامبر ۱۹۴۹ در لنیناکان در به دنیا آمد و از آکادمی دولتی هنرهای زیبای ارمنستان فارغ‌التحصیل گشت. وی عضو اتحادیه نقاشان ارمنستان می‌باشد. وی همچنین برنده جوایزی همچون چهره هنری شایسته جمهوری ارمنستان شد.